# Ronald Rawson
Ronald Rawson (n. 17 iunie 1892, County of London⁠(d), Anglia, Regatul Unit al Marii Britanii și Irlandei – d. 30 martie 1952, Metropolitan Borough of Kensington⁠(d), Anglia, Regatul Unit) a fost un boxer ce a reprezentat Regatul Unit al Marii Britanii și al Irlandei de Nord, medaliat olimpic. A participat la o ediție a Jocurilor Olimpice (1920) în care a câștigat o medalie de aur.

## Participări
Lista de mai jos prezintă principalele competiții la care a participat Ronald Rawson de-a lungul carierei.
- boxing at the 1920 Summer Olympics – heavyweight[*]